# Llengües fino-pèrmiques
Les llengües Fino-Pèrmiques és una de les dues branques de les Llengües ugrofineses. L'altra branca són les Llengües úgriques.

## Membres
- Pèrmiques
  - Komi (Komi-ziriè, Ziriè)
  - Komi-permià
  - Udmurt (Votiac)
- Fino-Volgaiques
  - Mari (Txeremís)
    - oriental
    - occidental

  - Mordovià
    - Erzya
    - Mokxa

  - Llengües fino-volgaiques extintes o de posició incerta
    - Merya (posició incerta, extinta)
    - Meixtxerià (posició incerta, extinta)
    - Muromià (posició incerta, extinta)

  - Fino-sami
    - Sami (sámi, saami, lapó)
      - Sami occidental
        - Sami meridional
        - Sami d'Ume — gairebé extinta
        - Sami de Lule
        - Sami de Pite — gairebé extinta
        - Sami septentrional

      - Sami oriental 
        - Sami de Kainuu — extinta
        - Sami de Kemi — extinta
        - Sami d'Inari
        - Sami d'Akkala — gairebé extinta
        - Sami kildin
        - Sami skolt
        - Sami de Ter — gairebé extinta

    - Finobàltiques
      - Estonià (inclosos Võru i Seto que reclamen estatut de llengües diferents)
      - Finès (inclòs Meänkieli o finès de Tornedal, Finès Kven, i Finès d'Íngria)
      - Ingrià (Izhorià) — gairebé extinta
      - Carelià
        - Livvi-carelià (Olonets, Aunus)
        - Ludi

      - Livonià — gairebé extinta
      - Vepse
      - Vòtic — gairebé extinta